# Òrgan en un xip

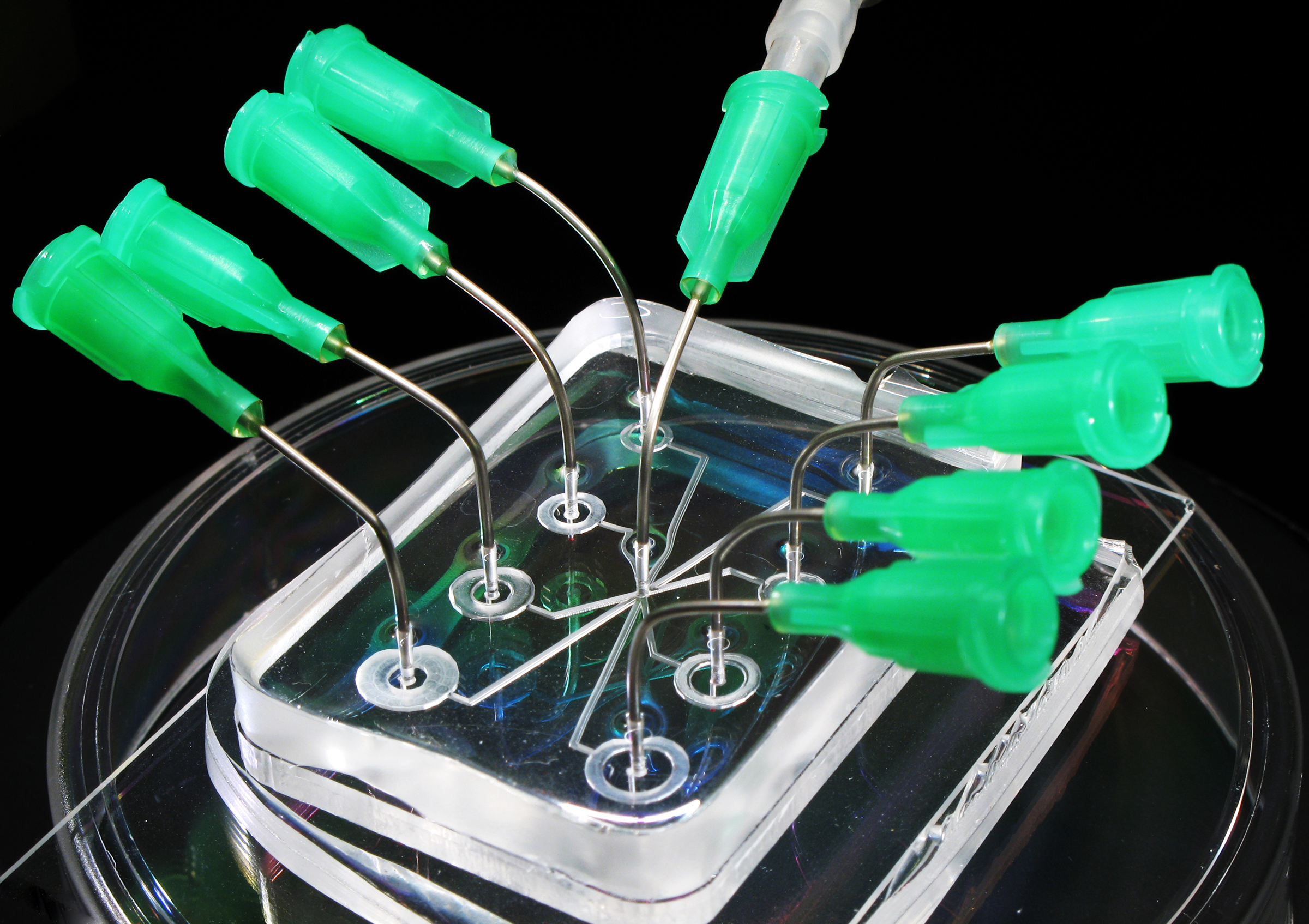
Un laboratori de microfluídica en un dispositiu de xip assegut sobre un plat de poliestirè. Les agulles d'acer inoxidable inserides al dispositiu serveixen com a punts d'accés per als fluids en petits canals dins del dispositiu, que tenen aproximadament la mida d'un cabell humà.

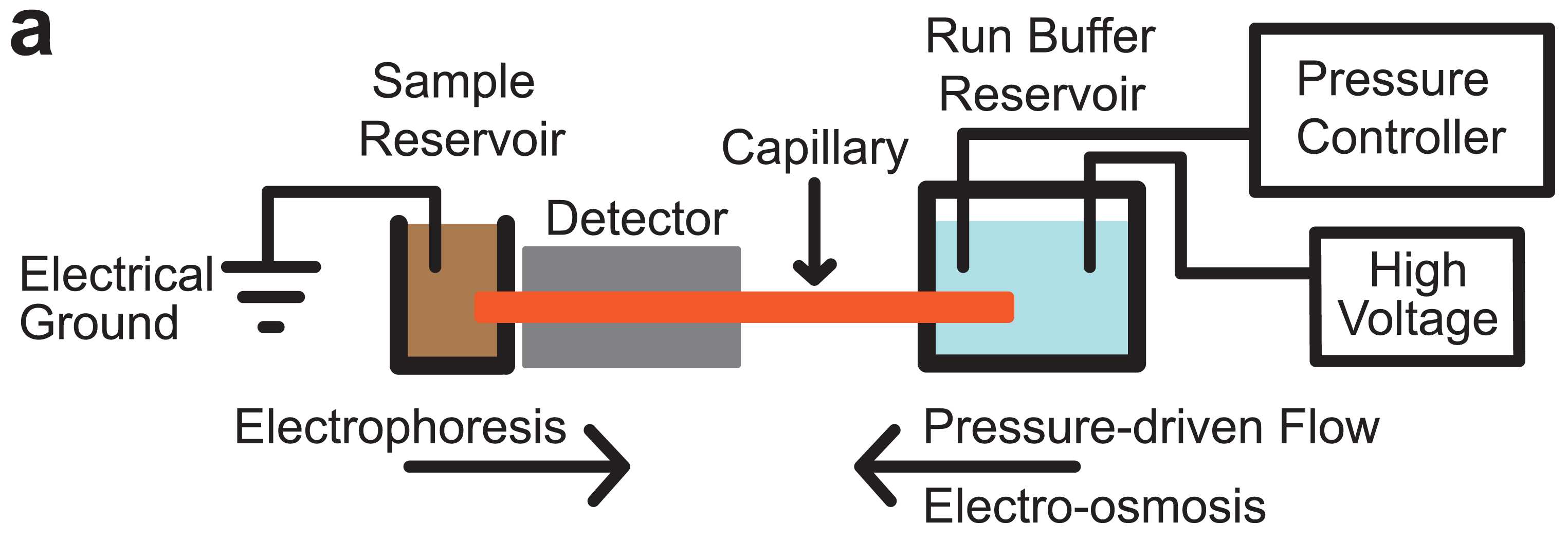
El sistema d'anàlisi de mostres microfluídiques NIST GEMBE es mostra esquemàticament.

Un organ-on-a-chip (OOC) és un cultiu de cèl·lules microfluídiques 3D multicanal, circuit integrat (xip) que simula les activitats, la mecànica i la resposta fisiològica d'un òrgan sencer o d'un sistema d'òrgans. Constitueix l'objecte d'una important recerca en enginyeria biomèdica, més precisament en bio-MEMS. La convergència de labs-on-chips (LOC) i la biologia cel·lular ha permès l'estudi de la fisiologia humana en un context específic d'òrgans. En actuar com una aproximació in vitro més sofisticada de teixits complexos que el cultiu cel·lular estàndard, ofereixen el potencial com a alternativa als models animals per al desenvolupament de fàrmacs i proves de toxines.
Tot i que diverses publicacions afirmen haver traduït les funcions dels òrgans a aquesta interfície, el desenvolupament d'aquestes aplicacions microfluídiques encara està en la seva infància. Els òrgans en xips varien en disseny i enfocament entre diferents investigadors. Els òrgans que s'han simulat mitjançant dispositius microfluídics inclouen cervell, pulmó, cor, ronyó, fetge, pròstata, vas (artèria), pell, ossos, cartílags i molt més.
Una limitació de l'enfocament primerenc d'òrgan-on-a-xip és que la simulació d'un òrgan aïllat pot perdre fenòmens biològics significatius que es produeixen a la complexa xarxa de processos fisiològics del cos, i que aquesta simplificació excessiva limita les inferències que es poden extreure. Molts aspectes de la microfisiometria posterior tenen com a objectiu abordar aquestes limitacions modelant respostes fisiològiques més sofisticades en condicions simulades amb precisió mitjançant microfabricació, microelectrònica i microfluídica.
El desenvolupament de xips d'òrgans ha permès l'estudi de la complexa fisiopatologia de les infeccions víriques humanes. Un exemple és la plataforma de xip de fetge que ha permès estudiar l'hepatitis viral.

## Lab-on-xip
Un lab-on-a-chip és un dispositiu que integra una o diverses funcions de laboratori en un sol xip que s'ocupa de la manipulació de partícules en canals microfluídics buits. S'ha desenvolupat durant més d'una dècada. Els avantatges en la manipulació de partícules a una escala tan petita inclouen la reducció del consum de volum de fluid (menors costos de reactius, menys residus), augmentar la portabilitat dels dispositius, augmentar el control del procés (a causa de reaccions termoquímiques més ràpides) i disminuir els costos de fabricació. A més, el flux microfluídic és totalment laminar (és a dir, sense turbulències). En conseqüència, pràcticament no hi ha barreja entre rieres veïnes en un canal buit. En la convergència de la biologia cel·lular, aquesta propietat rara dels fluids s'ha aprofitat per estudiar millor els comportaments cel·lulars complexos, com ara la motilitat cel·lular en resposta a estímuls quimiotàctics, la diferenciació de cèl·lules mare, la guia d'axons, la propagació subcel·lular de la senyalització bioquímica i el desenvolupament embrionari.

## Transició de models de cultiu cel·lular 3D a OOC
Els models de cultiu cel·lular 3D superen els sistemes de cultiu 2D promovent nivells més alts de diferenciació cel·lular i organització de teixits. Els sistemes de cultiu en 3D tenen més èxit perquè la flexibilitat dels gels d'ECM s'adapta als canvis de forma i a les connexions cèl·lula-cèl·lula, abans prohibides pels substrats de cultiu 2D rígids. No obstant això, fins i tot els millors models de cultiu en 3D no aconsegueixen imitar les propietats cel·lulars d'un òrgan en molts aspectes, incloses les interfícies teixit a teixit (per exemple, epiteli i endoteli vascular), gradients espaciotemporals de productes químics i microambients mecànicament actius (per exemple, vasoconstricció de les artèries). i respostes vasodilatadores als diferencials de temperatura). L'aplicació de microfluídica en òrgans en xips permet el transport i la distribució eficients de nutrients i altres senyals solubles al llarg de les construccions de teixits 3D viables. Els òrgans en xips es coneixen com la següent onada de models de cultiu cel·lular en 3D que imiten les activitats biològiques d'òrgans vius sencers, les propietats mecàniques dinàmiques i les funcionalitats bioquímiques.